# Mariah Carey (album)
Mariah Carey is het titelloze debuutalbum van de Amerikaanse zangeres Mariah Carey. Het werd op 12 juni 1990 uitgebracht door Columbia Records. Het album behaalde de nummer 1-positie in de Billboard 200-hitlijst. Van het album zijn er wereldwijd meer dan 15 miljoen exemplaren verkocht. Haar vier singles "Vision of Love", "Love Takes Time", "Someday" en "I Don't Wanna Cry" behaalden allen de nummer één-positie in de Verenigde Staten.

## Tracklist
| Nr. | Titel                   | Producent(en)                         | Duur |
| --- | ----------------------- | ------------------------------------- | ---- |
| 1.  | Vision of Love          | Rhett Lawrence, Narada Michael Walden | 3:28 |
| 2.  | There's Got to Be a Way | Ric Wake, Narada Michael Walden       | 4:53 |
| 3.  | I Don't Wanna Cry       | N. M. Walden                          | 4:47 |
| 4.  | Someday                 | Ric Wake                              | 4:06 |
| 5.  | Vanishing               | Mariah Carey                          | 4:11 |
| 6.  | All in Your Mind        | Ben Margulies, Ric Wake               | 4:43 |
| 7.  | Alone in Love           | Rhett Lawrence                        | 4:11 |
| 8.  | You Need Me             | Rhett Lawrence                        | 3:51 |
| 9.  | Sent from Up Above      | Rhett Lawrence                        | 4:05 |
| 10. | Prisoner                | Ric Wake                              | 4:22 |
| 11. | Love Takes Time         | Walter Afanasieff                     | 3:48 |